# Kanázsvár
Kanázsvár várrom a Mátrában, Mátraderecskétől délre.
A vár, amelynek mára csak az őrtornya áll, a 14. században tarisznyavár lehetett, azaz őrsége tarisznyányi (néhány napra elegendő) élelemmel váltotta egymást. Faragott kövei a keleti oldalon még dacolnak az idővel.
A közeli Recsket az 1332-37. évi pápai tizedjegyzékben "De Reske" néven említik, amely már 1350-től a Recsky családé volt. 1427-ben Recsky Tamásnak és fiainak, Zsigmondnak és Tamásnak, majd 1513-ban Recsky Demeternek, 1571-ben pedig ennek fiainak, Zsigmondnak és Györgynek a birtoka. Feltehetően az utóbbiak lehettek a ma ismert Kanázsvár építtetői. Egyes feltevések szerint viszont Guthy Országh Kristóf emeltette 1562-ben, amikor a siroki várat is bővítette; annak előretolt bástyája lehetett.
A várnak különösebb hadi jelentősége nem volt, valószínűleg Eger eleste után jutott török kézre, amikor lerombolták.
Megközelíthető Mátraderecskéig busszal, onnan a sárga romjelzésen gyalogosan. Esős, csúszós időben a felkapaszkodás nehézkes. 2020 augusztusában nem lehetett felmenni a várba, mivel az északi oldalról dupla kerítés zárta le a sárga jelzést.

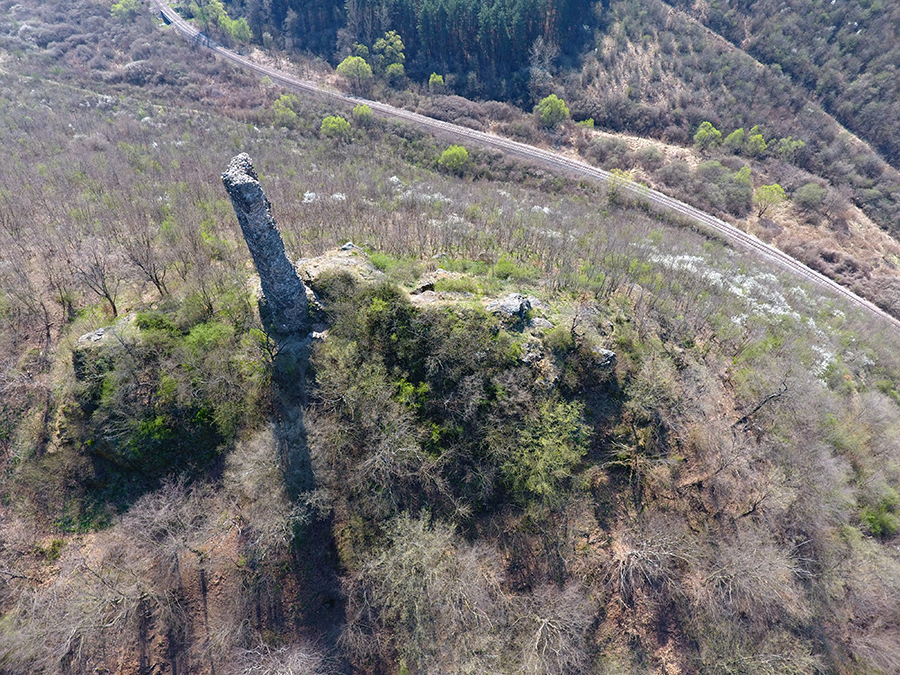
Kanázsvár - légi fotó

## Külső hivatkozások
- A Wikimédia Commons tartalmaz Kanázsvár témájú kategóriát.
- A vár rövid története